# اوراشاتس (شاباتس)
اوراشاتس (به صربی: Orašac) یک منطقهٔ مسکونی در صربستان است که در شاباتس واقع شده‌است. اوراشاتس ۴۰۴ نفر جمعیت دارد.